# Callopistromyia
Callopistromyia är ett släkte av tvåvingar. Callopistromyia ingår i familjen fläckflugor.
Kladogram enligt Catalogue of Life:
| Callopistromyia | \| \| Callopistromyia annulipes \| \| \| \| \| \| Callopistromyia strigula \| \| \| \| |
|                 | \| \| Callopistromyia annulipes \| \| \| \| \| \| Callopistromyia strigula \| \| \| \| |
|                 | Callopistromyia annulipes                                                              |
|                 |                                                                                        |
|                 | Callopistromyia strigula                                                               |
|                 |                                                                                        |

## Bildgalleri

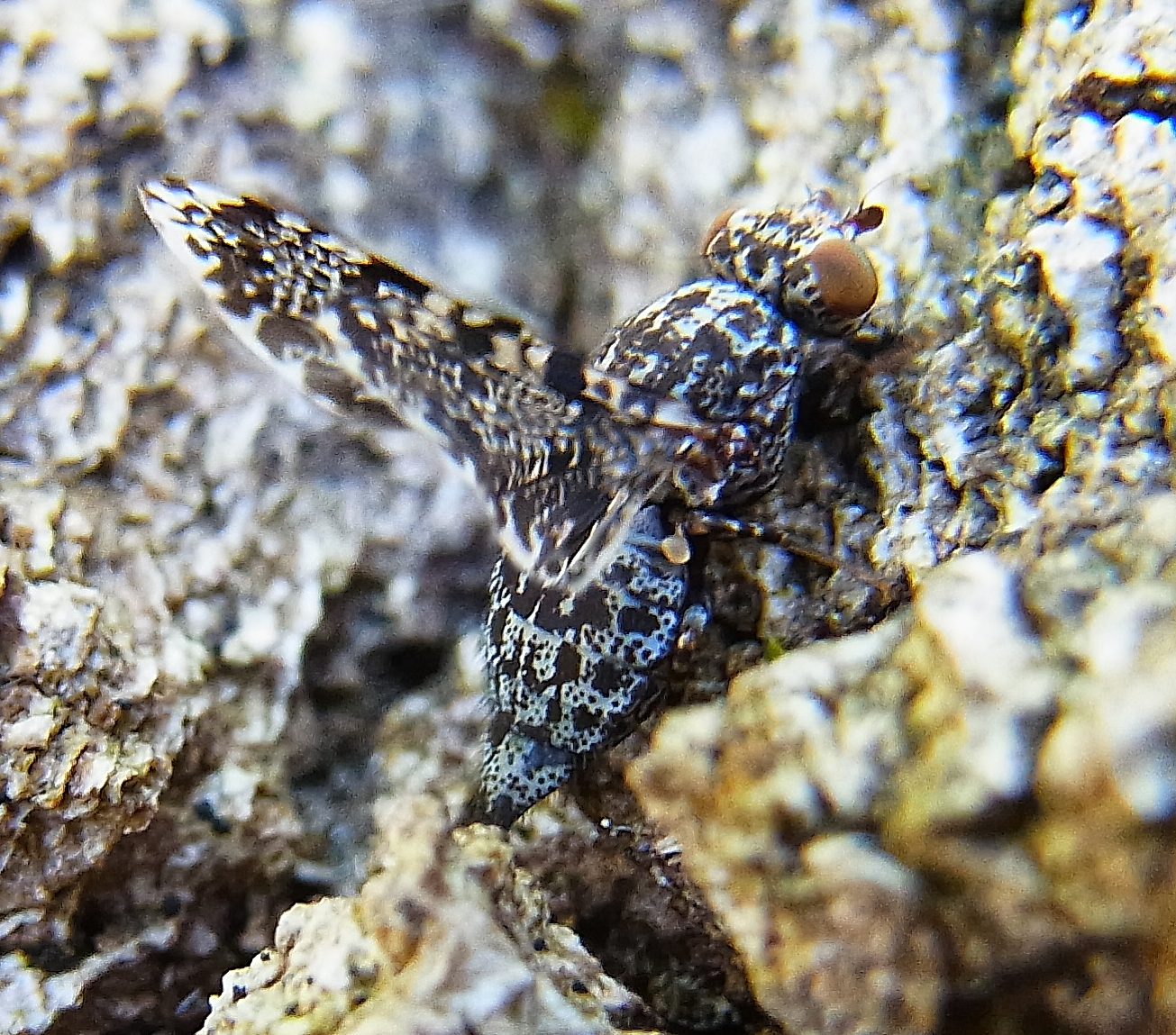
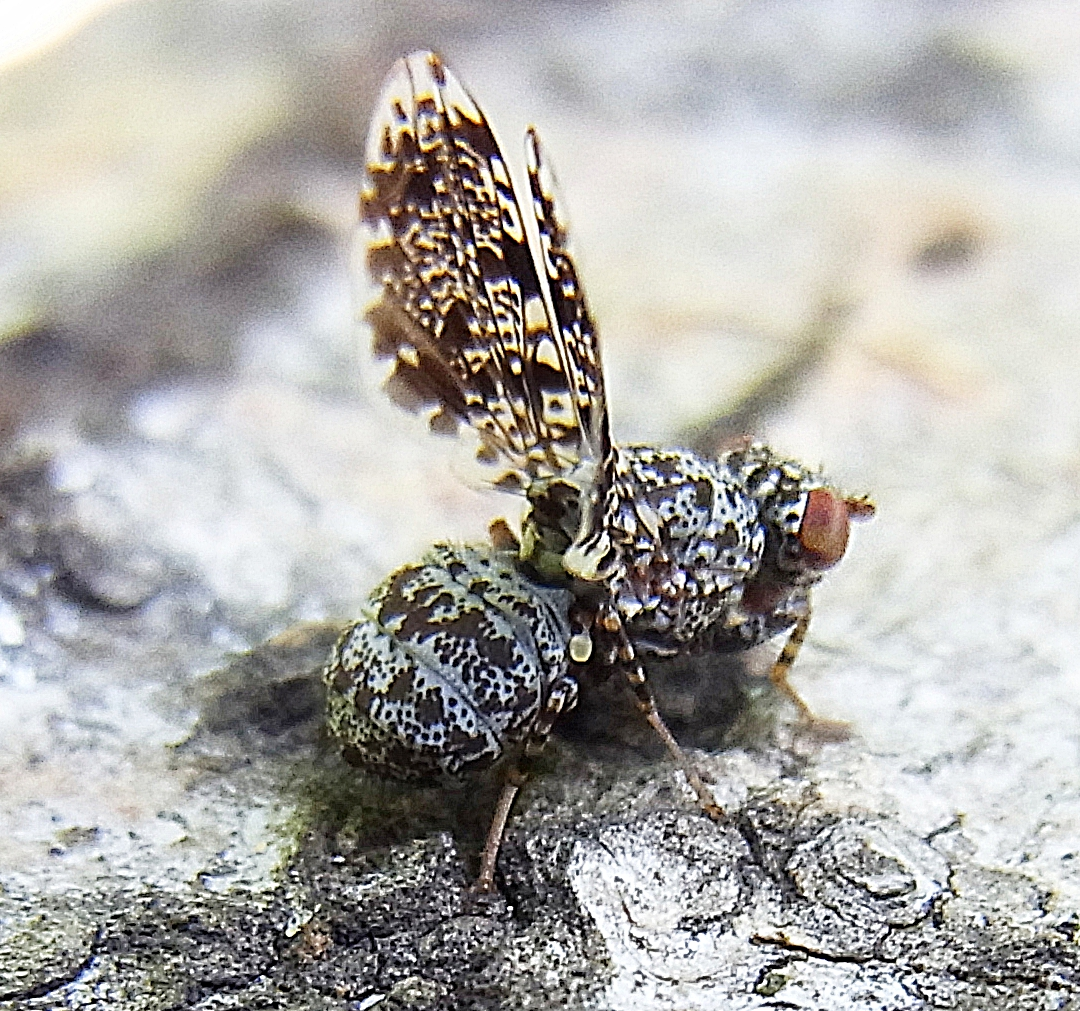